# Rupert Feneberg
Rupert Feneberg (* 29. September 1938) ist ein  deutscher römisch-katholischer Theologe mit dem Schwerpunkt Religionspädagogik.

## Leben und Wirken
Feneberg studierte römisch-katholische Theologie. Er war Professor für Katholische Theologie und Religionspädagogik mit Schwerpunkt Neues Testament an der Pädagogischen Hochschule Weingarten.
Der jüdisch-christliche Dialog ist ein wichtiges Anliegen Fenebergs. Dieses wird in seinen Publikationen sichtbar, besonders in seinem Buch Die Erwählung Israels und die Gemeinde Jesu Christi. Darin vertritt er die Meinung, dass die von Jesus gegründete Gemeinde eine ganz heidenchristliche war, die neben der Synagoge bestehen sollte. Das Matthäusevangelium sei die „Gründungsurkunde“ dieser neuen Gemeinde gewesen, verfasst von einem anonymen Schriftgelehrten.

## Werke (in Auswahl)

### Publikationen in Buchform (in Auswahl)
- Die Phänomenologie bei Teilhard de Chardin. Eine Untersuchung der hermeneutischen Voraussetzungen ihrer Interpretation (= Monographien zur philosophischen Forschung, Band 53), Meisenheim/Glan 1968 (zugleich Hochschulschrift  Diss., Innsbruck).
- Mit Wolfgang Feneberg, Josef Steiner: Gemeindekatechismus. Freiburg im Breisgau, Basel, Wien (Teil 1: Wenn wir beten: Vater unser, Teil 2: Wenn wir hören: Ich bin dein Gott)
- Christliche Passafeier und Abendmahl. Eine biblisch-hermeneutische Untersuchung der neutestamentlichen Einsetzungsberichte (= Studien zum Alten und Neuen Testament; 27), München 1971, ISBN 3-466-25327-6.
- Als Hrsg.: Auf die Firmung vorbereiten, Freiburg im Breisgau, Basel, Wien 1976, 4. Auflage, 1978, 5. Auflage, 1979, ISBN 3-451-17479-0.
- Mit Wolfgang Feneberg, Josef Steiner (auch Hrsg.): Die Messe mitfeiern. Wege, das Geheimnis neu zu erfahren. Freiburg im Breisgau, Basel, Wien 1979, 2. Auflage, 1980, ISBN 3-451-18293-9.
- Mit Wolfgang Feneberg: Das Leben Jesu im Evangelium (= Quaestiones disputatae; 88). Freiburg im Breisgau, Basel, Wien 1980 (mit einem Geleitwort von Karl Rahner), ISBN 3-451-02088-2.
- „Gerechtigkeit schafft Frieden“. Die katholische Friedensethik im Atomzeitalter. München 1985, ISBN 3-466-20267-1.
- Mit Akademie der Diöseze Rottenburg-Stuttgart, Rainer Öhlschläger (Hrsg.): Max Josef Metzger. Auf dem Weg zu einem Friedenskonzil (= Hohenheimer Protokolle; 22). Stuttgart 1987, ISBN 3-926297-02-6.
- Die Erwählung Israels und die Gemeinde Jesu Christi. Biographie und Theologie Jesu im Matthäusevangelium (= Herders Biblische Studien; 58). Herder, Freiburg im Breisgau 2009
- Der Jude Jesus und die Heiden. Herder, Freiburg im Breisgau 2000
- 900 Jahre Heilig-Blut-Verehrung in Weingarten 1094-1994. Festschrift zum Heilig-Blut-Jubiläum, 2 Teile, Weingarten 1994
- Firmalbum. Herder, Freiburg im Breisgau 1988, 6. Auflage

### Zeitschriftenartikel
- „Ich bin der Herr, dein Arzt“. Unsere Schwäche wird zur Stärke. In: Entschluß, Jahrgang 41, 1986, S. 4–5.